# Jean-Marc Hovasse
Jean-Marc Hovasse, né le 6 août 1970, est un universitaire et chercheur français,,.

## Biographie
Ancien élève de l’École normale supérieure de Fontenay-Saint-Cloud, Jean-Marc Hovasse est agrégé de lettres modernes, docteur ès lettres et habilité à diriger des recherches. Il soutient en 1999 une thèse consacrée aux relations entre Victor Hugo et le Parnasse, sous la direction de Guy Rosa, à l’Université Paris-Diderot.
Il enseigne successivement au Lycée français de Bruxelles, à l’Université Lille-III et à l’Université Paris-Diderot. Il a également été rattaché au Centre d’étude des correspondances et journaux intimes de l’Université de Bretagne-Occidentale (2000-2012). Il devient ensuite directeur de recherche au CNRS, au sein de l’Institut des textes et manuscrits modernes (2012-2019). Il est spécialiste de la littérature française du XIXe siècle, et plus particulièrement de l’œuvre de Victor Hugo,. Il est actuellement titulaire de la chaire de poésie française du XIXe siècle à Sorbonne Université.

## Travaux et publications
Ses recherches portent principalement sur Victor Hugo, dont il a entrepris une vaste biographie publiée chez Fayard :
- Victor Hugo. I : Avant l’exil (1802-1851), Fayard, 2001.
- Victor Hugo. II : Pendant l’exil, I (1851-1864), Fayard, 2008[7].

Il a également publié plusieurs éditions critiques des œuvres de Victor Hugo :
- Napoléon le Petit, Actes Sud, 2007.
- Les Châtiments, GF, 1998.
- Le Journal d'Adèle (en collaboration avec Frances Vernor Guille), Lettres Modernes Minard, 2002.
- Histoire d’un crime, La Fabrique, 2009.
- The Hunchback of Notre-Dame, édition annotée, Everyman's Library, 2012.

Il a dirigé et édité plusieurs ouvrages collectifs, notamment :
- Correspondance et poésie, Presses universitaires de Rennes, 2011.
- Correspondance et biographie, Centre d’étude des correspondances et journaux intimes des XIXe et XXe siècles, 2011.
- Correspondance et théâtre, Presses universitaires de Rennes, 2012.

Il a également participé à de nombreux catalogues d’expositions consacrées à Victor Hugo, organisées en France (Paris, Besançon), en Suisse (Genève, Lausanne), en Belgique (Bruxelles, Waterloo, Villers-la-Ville) et en Chine (Canton).

### Participation médiatique
Jean-Marc Hovasse intervient régulièrement dans les médias généralistes et spécialisés. Il a notamment participé à plusieurs podcasts de France Culture consacrés à Victor Hugo et à son siècle.

## Distinctions
- 2002 : Médaille de bronze du CNRS.
- 2014 : Médaille de la ville de Besançon pour sa participation à la conception et à l’ouverture au public de la maison natale de Victor Hugo.
- 2023 : Prix Pierre-Georges Castex de littérature française, décerné par l’Académie des sciences morales et politiques.